# Біліївська сільська рада
| Біліївська сільська рада — колишній орган місцевого самоврядування у Володарському районі Київської області з адміністративним центром у с. Біліївка. Історична дата утворення: в 1923 році. Сільській раді були підпорядковані населені пункти: - с. Біліївка |

## Склад ради
Рада складалася з 12 депутатів та голови.

### Керівний склад ради
| ПІБ                         | Основні відомості                                                                       | Дата обрання | Дата звільнення |
| --------------------------- | --------------------------------------------------------------------------------------- | ------------ | --------------- |
| Бондар Олександр Федорович  | Сільський голова, 1962 року народження, освіта, член Соціалістичної партії України      | 26.03.2006   | 31.10.2010      |
| Макуха Олександр Васильович | Сільський голова, 1968 року народження, освіта середня спеціальна, член Партії регіонів | 31.10.2010   |                 |

Примітка: таблиця складена за даними джерела